# Clematis patens 'Evijohill'
Cultivar
La clématite patens 'Evijohill' PBR & PPaf est un cultivar de clématite découvert en 1980 par Josephine Hill en Angleterre. Elle porte le nom commercial de clématite Josephine 'evijohill' PBR & PPaf.
La maison Poulsen Roser propose cette clématite dans sa collection regal.
Cette clématite fut découverte en 1980 par Josephine Hill dans une parcelle de culture de sa pépinière du Hampshire en Angleterre. En 1998, Raymond Evison l'introduit sur le marché au Chelsea Flower Show et la publie sur son catalogue pour la première fois la même année.
Le nom commercial de ce cultivar provient du prénom de Mme Hill qui a découvert cette mutation. Le nom du cultivar est un mélange de 'Evison' et de 'Josephine Hill'.

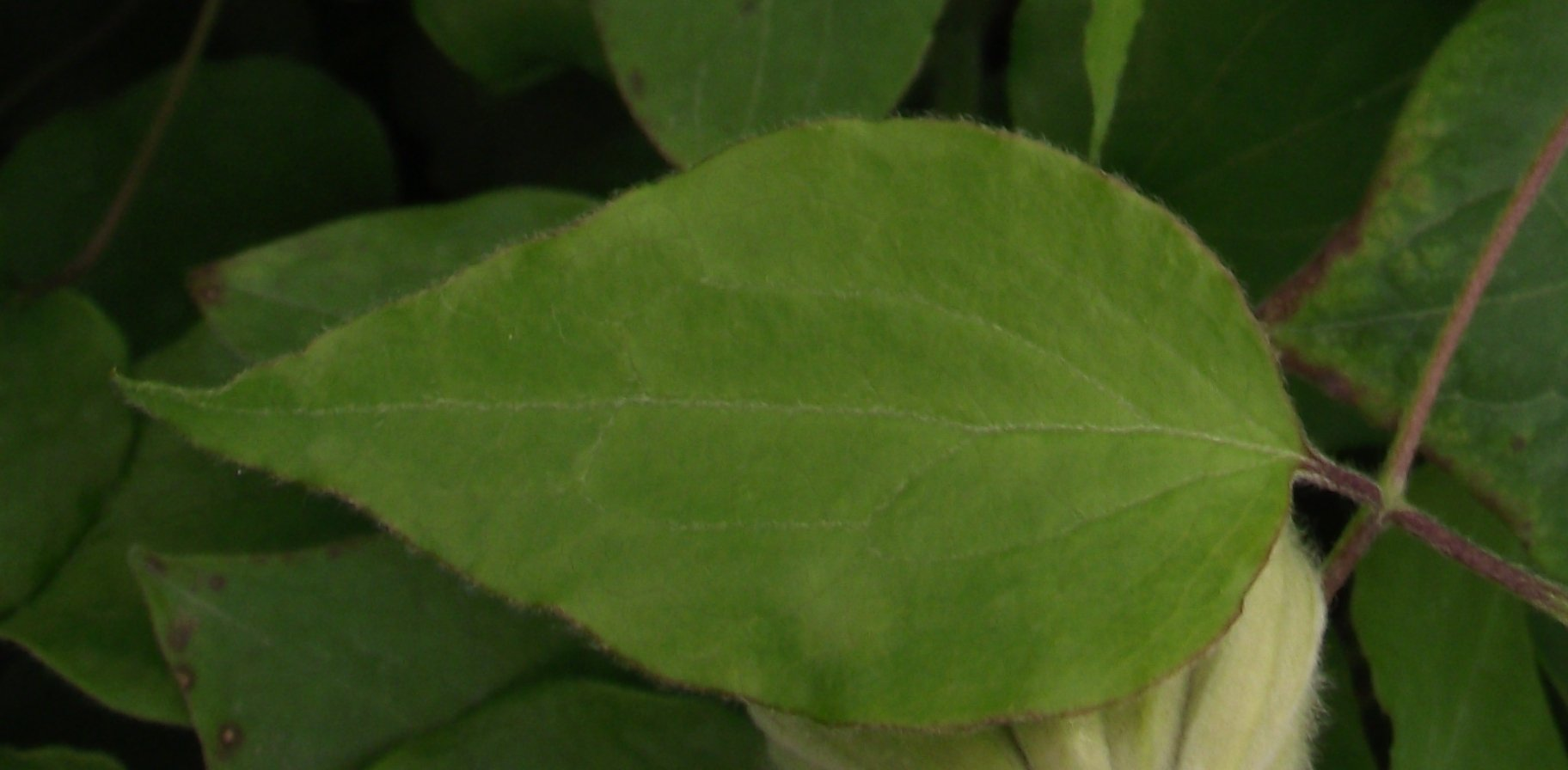
Feuille de clématite patens Josephine 'evijohill' PBR & PPaf

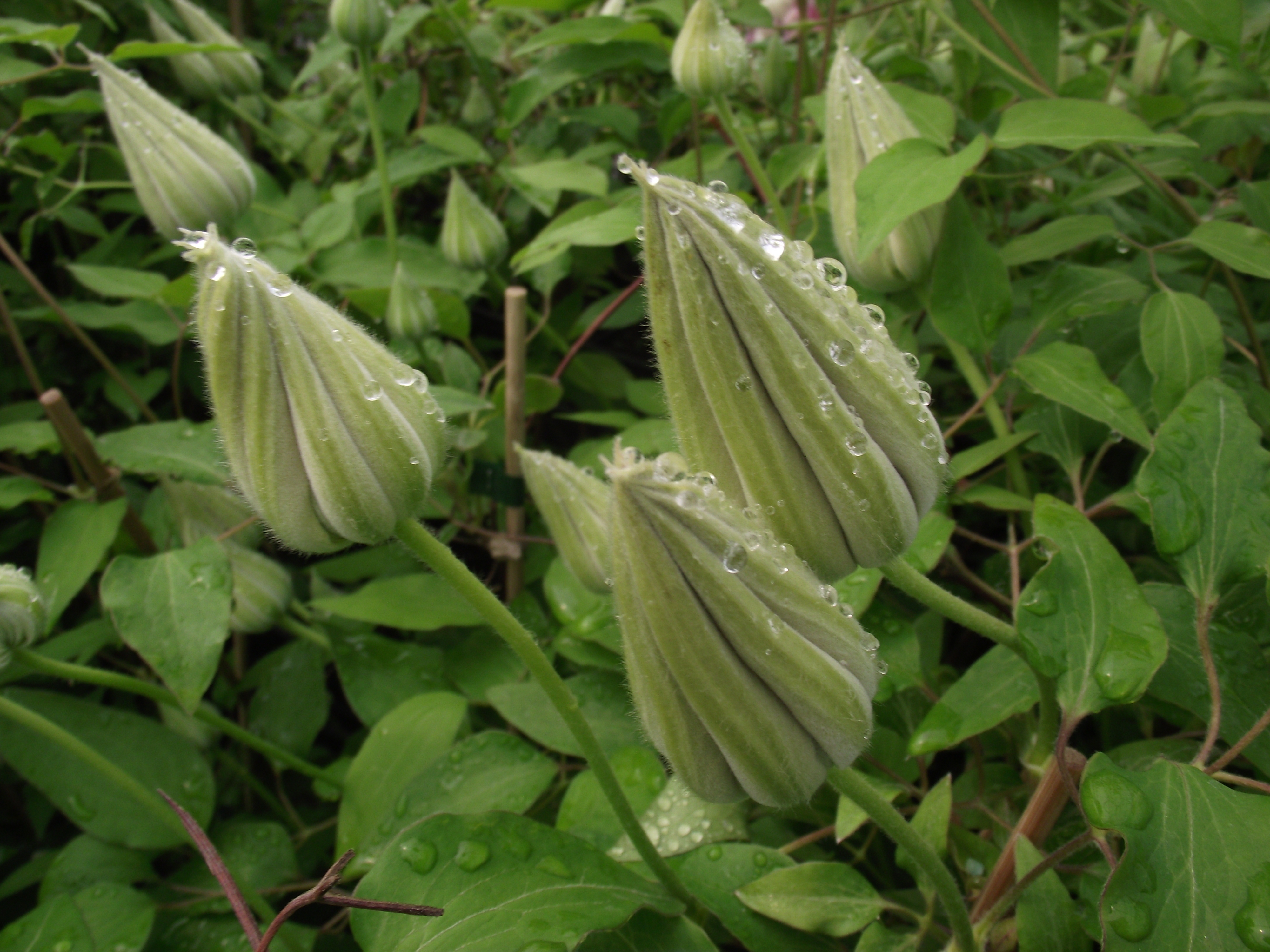
Bouton floral de clématite patens Josephine 'evijohill' PBR & PPaf

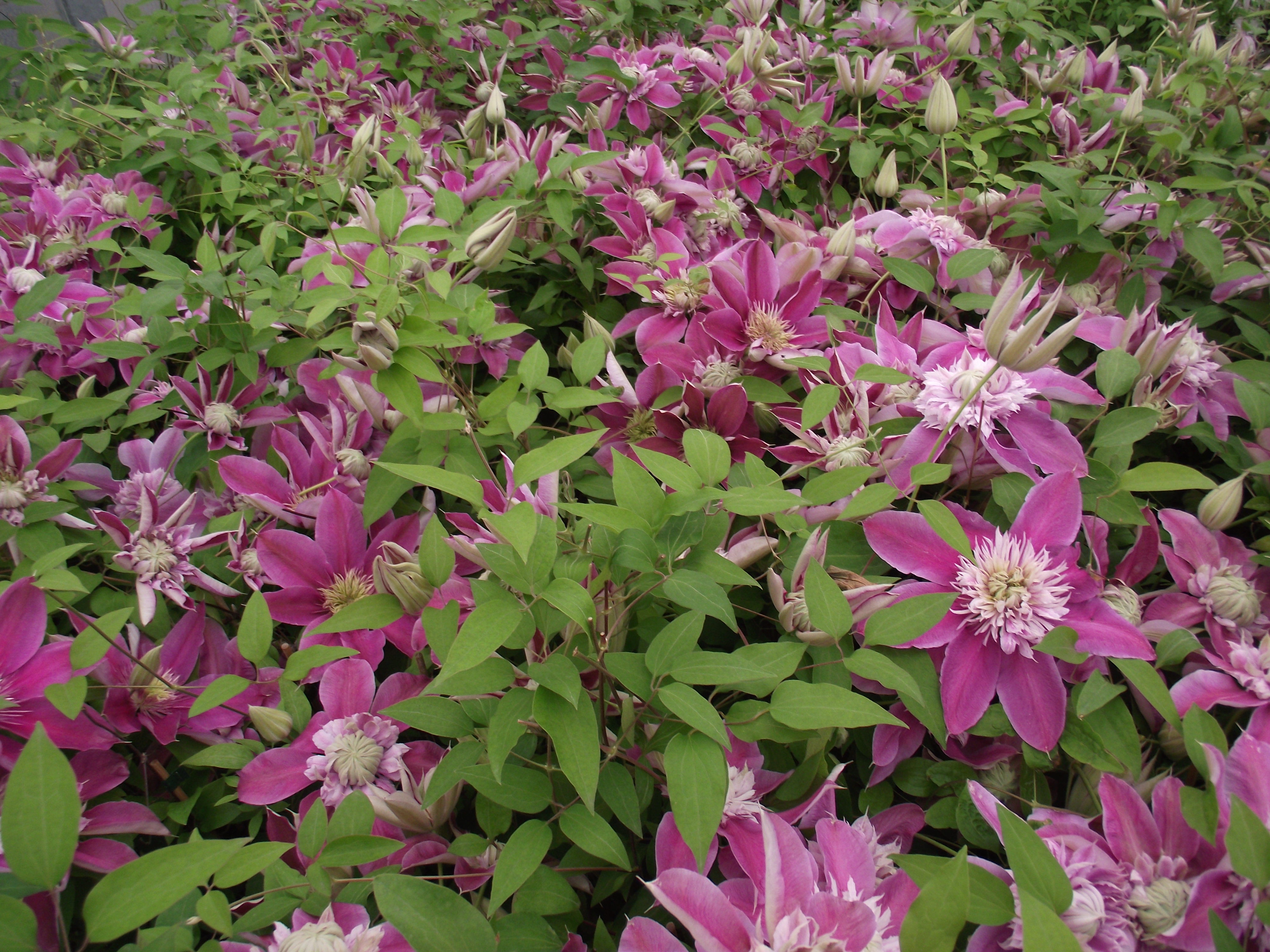
clématite patens Josephine 'evijohill' PBR & PPaf

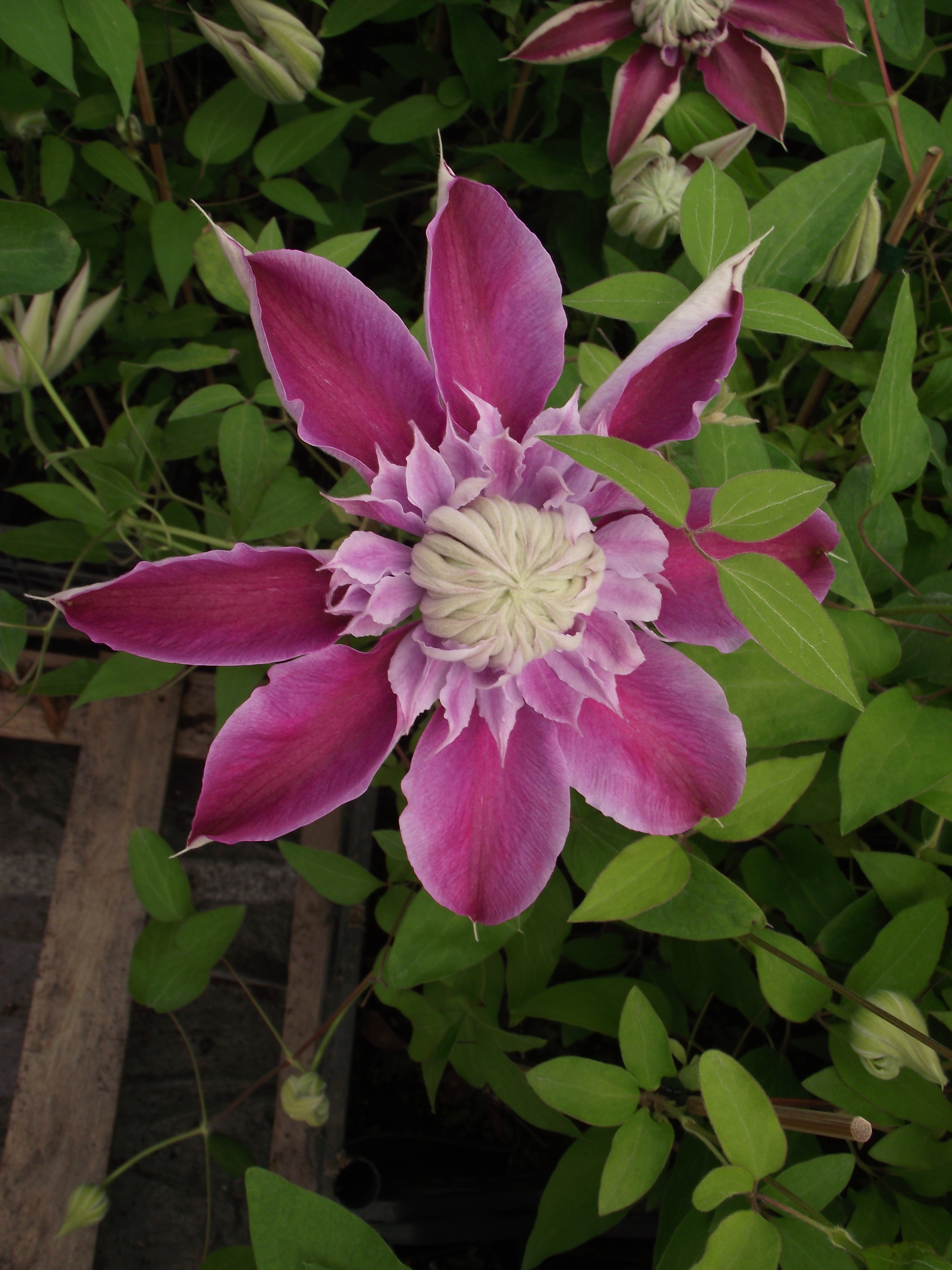
clématite patens Josephine 'evijohill' PBR & PPaf

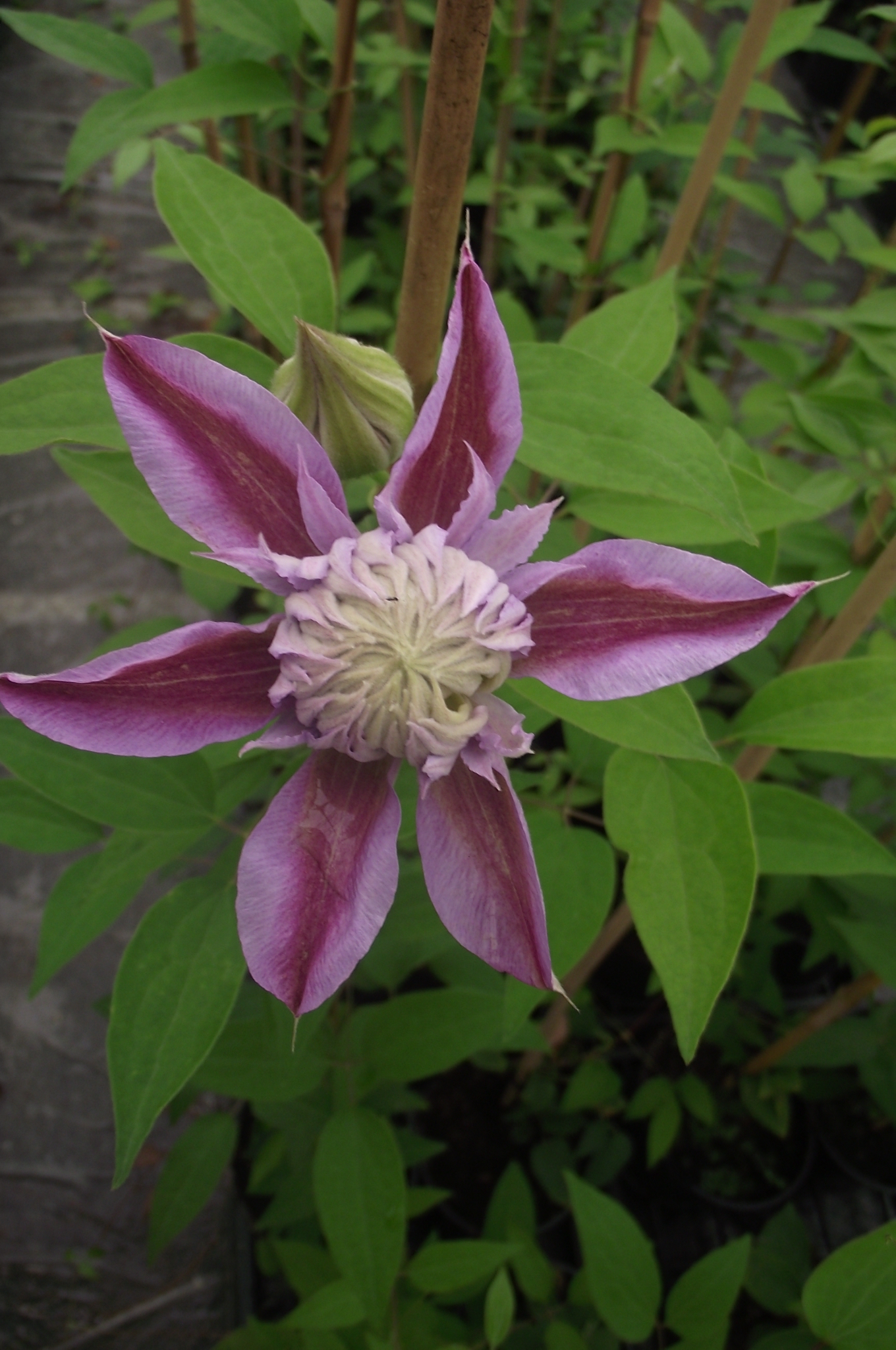
clématite patens Josephine 'evijohill' PBR & PPaf

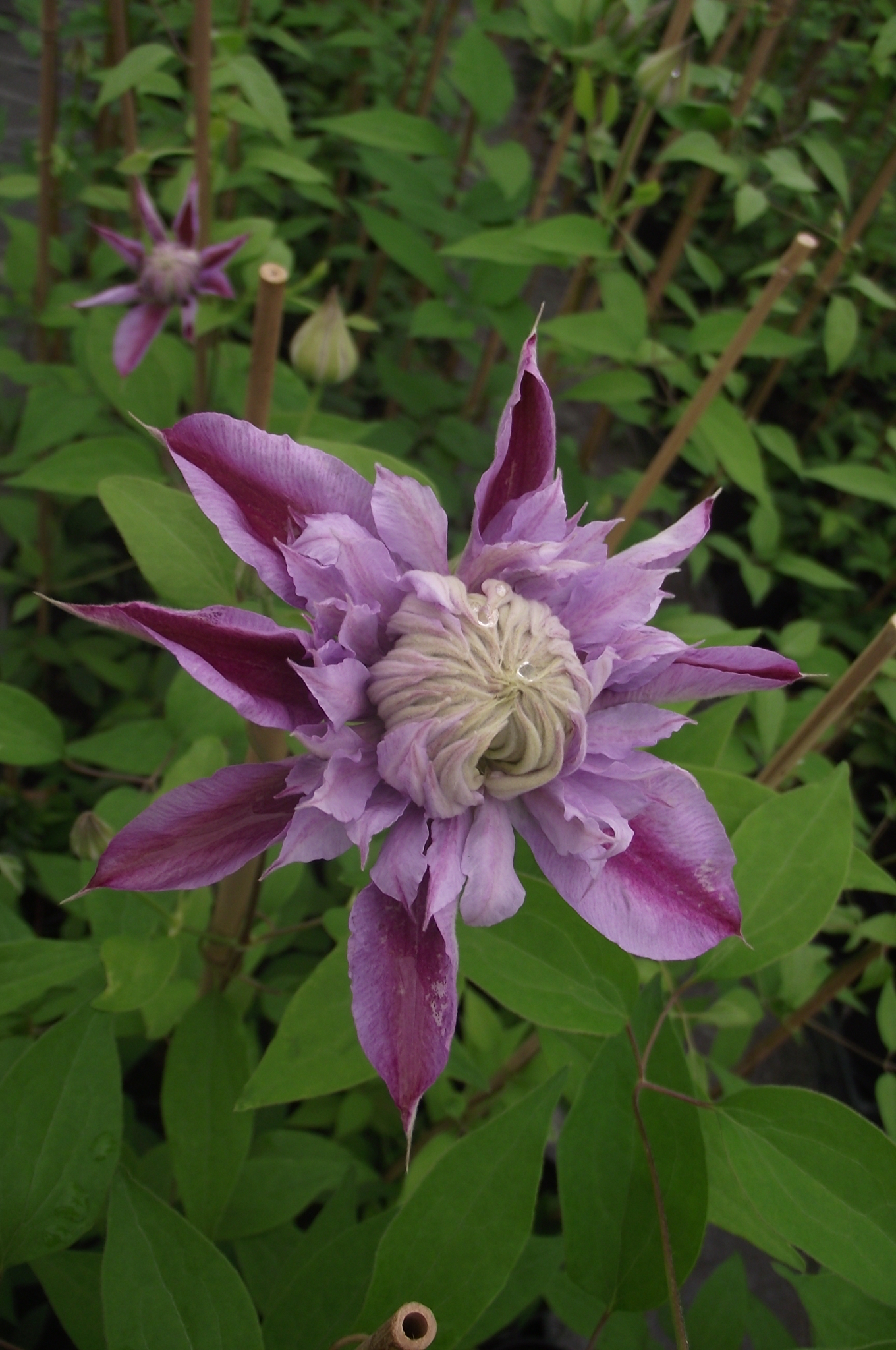
clématite patens Josephine 'evijohill' PBR & PPaf

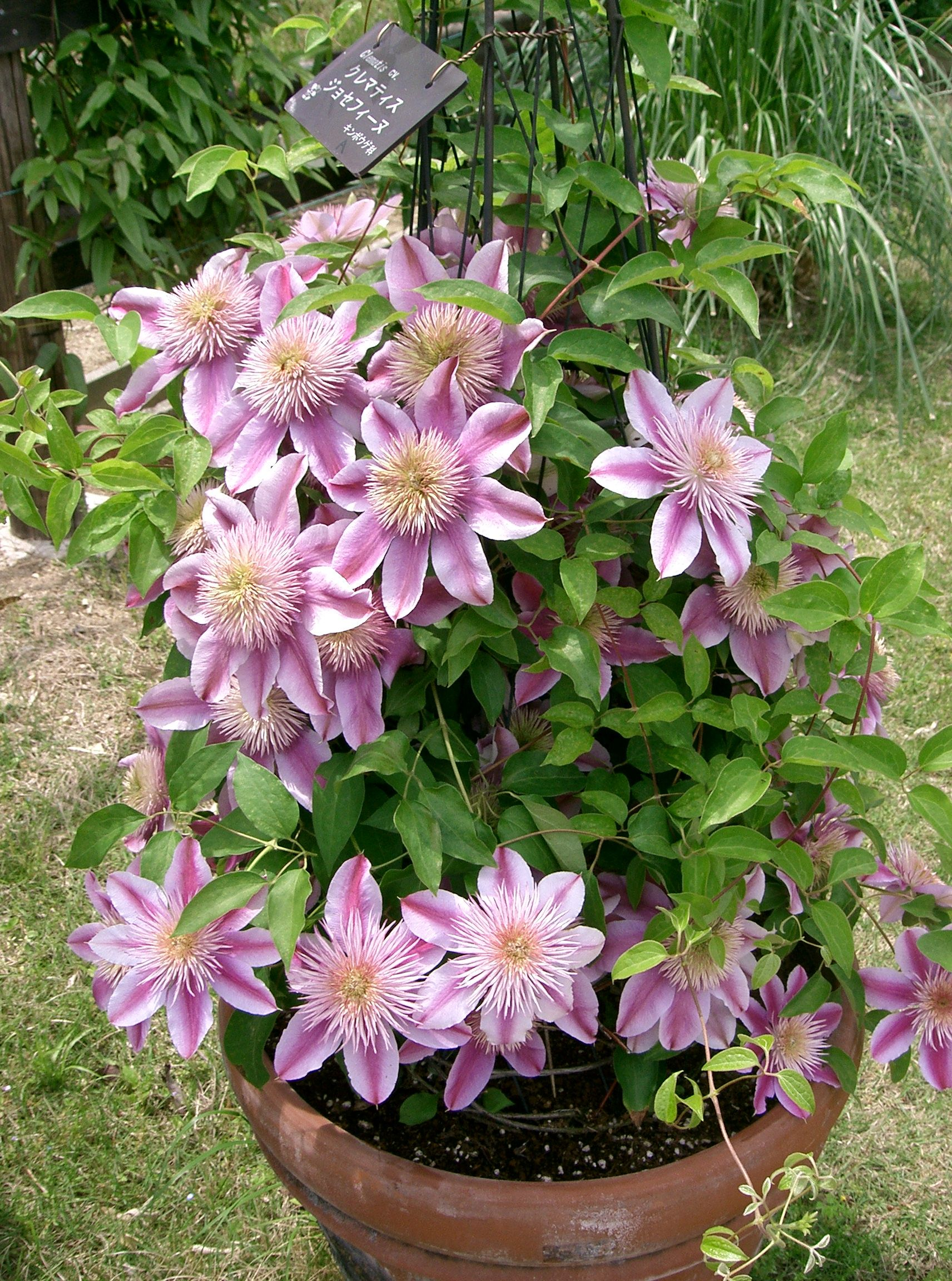
clématite patens Josephine 'evijohill' PBR & PPaf

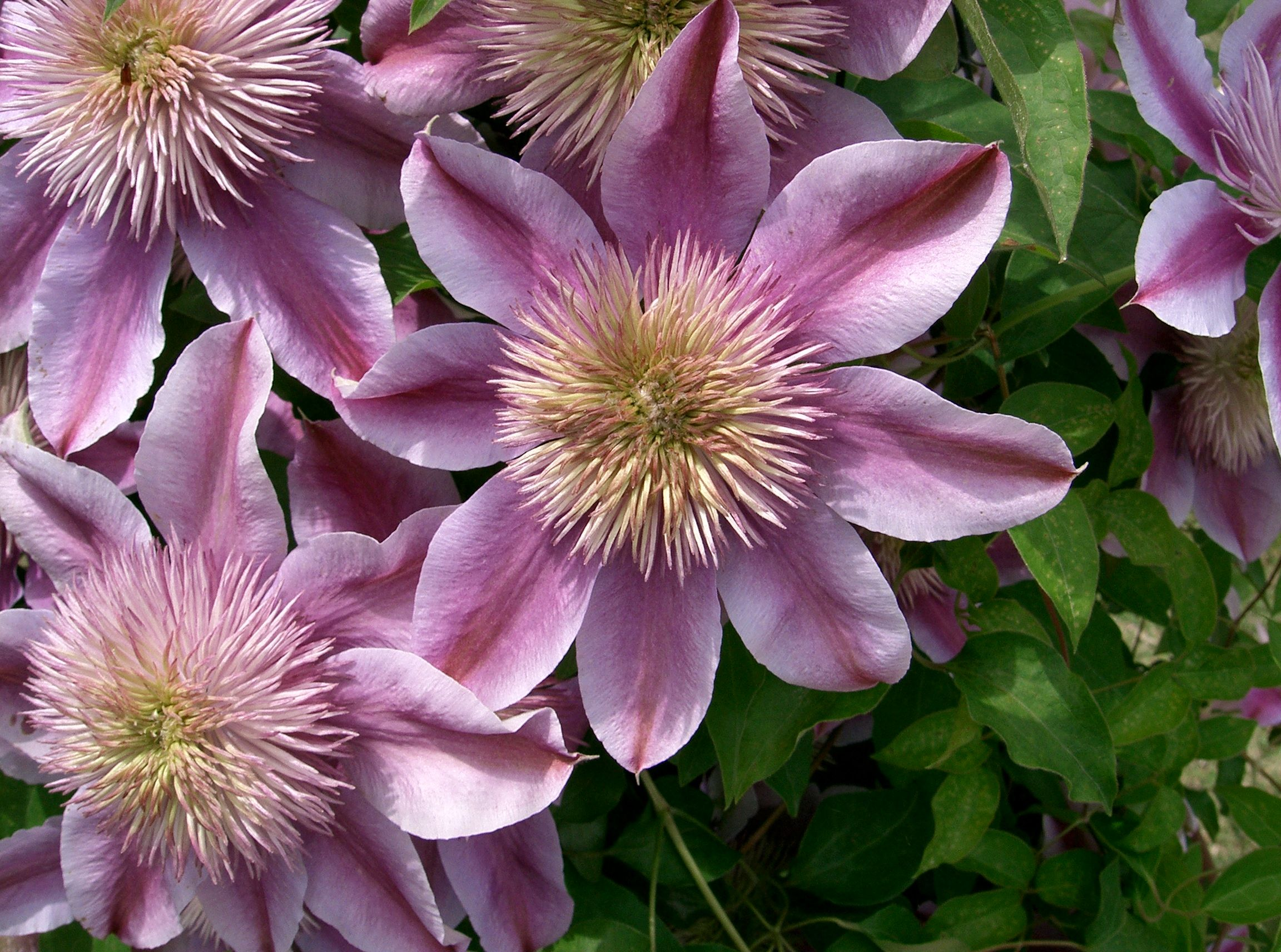
clématite patens Josephine 'evijohill' PBR & PPaf

## Description
Cette clématite fait partie du groupe 2, ce qui signifie que ce cultivar donnera une floraison printanière sur la pousse de l'année précédente et une seconde à l'automne sur les pousses de l'année.

### Feuilles
Les feuilles caduques de cette clématite sont parfois simples, parfois alternes et trifoliées. En moyenne, elles mesurent 8 cm. De mars à octobre les feuilles sont vertes, en novembre elles virent au jaune juste avant de tomber.

### Pétioles
Le pétiole de ce cultivar mesure entre 5 et 9 cm, de couleur vert/jaune.

### Tiges
Les tiges de la clématite Josephine apparaissent de couleur verte sur les pousses de l'année, en vieillissant le bois se durcit et devient rougeâtre et marron.

### Fleurs
La clématite Josephine dispose d'une fleur de taille moyenne rose clair avec une médiane beaucoup plus foncée presque violette, elle atteint une taille à maturité de 20. Les premières fleurs apparaissent en mai et juin pour la floraison printanière et en septembre pour la floraison d'automne; cette deuxième floraison a beaucoup moins de sépales. Lors de la fanaison la couleur des sépales vire légèrement au rose pale.

#### Bouton floral et pédoncule
Le bouton floral de Josephine est court et ovoïde d'environ 2 à 3 cm, de couleur verte à un quart de son ouverture. Le pédoncule quant à lui mesure entre 5 et 10 cm, de couleur verte. moyen.

#### Sépales
Josephine a des sépales externes d'environ 14 cm et internes de 8 cm au nombre moyen de 50 par fleur. Le sépale interne reste souvent fermé. Le sépale interne reste sur la fleur environ 4 semaines, celui externe tient environ 10 jours après l'ouverture de la fleur.

#### Étamines et stigmates
Josephine possède des  étamines de couleur jaune or et des stigmates de la même couleur ce qui ne se voit pas sur ce cultivar à fleurs doubles.

#### Parfum
Cette clématite n'a pas de parfum.

## Obtention
Josephine Hill a découvert cette plante dans une parcelle de culture. Après l'avoir isolée, Raymond Evison mit en production ce nouveau cultivar de clématite dans sa pépinière de l'île de Guernesey.

## Protection
'Evijohill' PBR & PPaf est protégé par l'Union internationale pour la protection des obtentions végétales sous licence PBR & PPaf avec le numéro : O1945 du 22 mars 2002. Josephine est protégée par une licence trademark.

## Culture

### Plantation
La clématite Josephine a été développée par Raymond Evison pour en faire une clématite particulièrement adaptée à la culture en pot, mais elle s'adapte également pour une culture en pleine terre. Elle doit être plantée dans un mélange drainant, fertile et léger. Les racines préfèrent un sol frais et ombragé.

### Croissance
À taille adulte cette clématite dispose d'une croissance importante entre 2.50 et 3 mètres.

### Floraison
Josephine fleurit deux fois par an sur les pousses de l'année précédente du mois de mai et juin pour la floraison printanière et en septembre pour la floraison sur le bois de l'année de l'automne. Elle fait partie du groupe 2.

### Utilisations
Josephine est parfait pour les pergolas, treillis, tonnelles et clôtures. Elle peut aussi grimper sur des supports naturels tels que les feuillus, des conifères et des arbustes.
Raymond Evison recommande également cette clématite pour l'utilisation en fleurs coupées.

### Taille
La clématite Josephine a besoin d'une taille annuelle, souvent au mois de mars mais à toute période de repos végétatif. Elle demande une taille modérée, c'est-à-dire une taille de 30 cm ou un tiers des branches.

### Résistance
Cette clématite résiste à des températures jusqu'à moins 20 degrés Celsius.

### Maladies et ravageurs
La clématite Josephine est sensible à l'excès d'eau ce qui pourrait provoquer une pourriture du collet de la plante et ainsi la mort de la clématite. Elle peut également souffrir d'apoplexie due à un champignon appelé Ascochyta clematidina, provoquant un flétrissement brutal des feuilles. Pour combattre ce champignon la terre doit être remplacée sur 20 cm et l'excès d'eau doit être proscrit.
Les limaces peuvent également s'attaquer à cette clématite et notamment aux jeunes pousses du printemps.